# Supremo Tribunal da Irlanda
O Supremo Tribunal (em irlandês: An Chúirt Uachtarach) é a mais alta autoridade judiciária na República da Irlanda. O Supremo Tribunal é um tribunal de última instância e exerce funções em articulação com o Alto Tribunal judicial sobre atos do Oireachtas (Parlamento irlandês). O Tribunal também tem competência para assegurar a conformidade com a Constituição irlandesa por órgãos governamentais e cidadãos particulares. O Tribunal tem assento nos Quatro Tribunais, em Dublin.